# Роб Рој (филм из 1995)
Роб Рој (енгл. Rob Roy) је историјска драма из 1995. године, коју је режирао Мајкл Кејтон-Џоунс. Главне улоге играју: Лијам Нисон, Џесика Ланг и Тим Рот.

## Улоге
| Глумац          | Улога                              |
| --------------- | ---------------------------------- |
| Лијам Нисон     | Роберт Рој Макгрегор               |
| Џесика Ланг     | Мери Макгрегор                     |
| Џон Херт        | Џејмс Грејам, војвода од Монтроуза |
| Тим Рот         | Арчибалд Канингам                  |
| Ерик Столц      | Алан Макдоналд                     |
| Ендру Кир       | Џон Кембел, војвода од Аргајла     |
| Брајан Кокс     | Килирн                             |
| Брајан Макарди  | Аласдер Макгрегор                  |
| Ширли Хендерсон | Мораг                              |

## Награде и номинације
| Оскар за најбољег споредног глумца (Тим Рот)                         | Не |
| БАФТА награда за најбољег глумца у споредној улози (Тим Рот)         | Да |
| Златни глобус за најбољег споредног глумца у играном филму (Тим Рот) | Не |